# Carl Christian von Gram
Carl Christian von Gram (28. januar 1703 – 24. januar 1780) var en dansk overjægermester og forstmand, søn af overjægermester og forstmand Friedrich von Gram (1664-1741) og bror til Friedrich Carl von Gram. Gennem sin datter Sophie Magdalene von Gram, gift Krag-Juel-Vind blev Carl Christian stamfader til slægten Frijs på Frijsenborg.

## Barndom og ungdom
Carl Christian von Gram blev født den 28. januar 1703 som søn af overjægermester og forstmand Friedrich von Gram, der i København ejede den prægtige Gramske Gård, hvor nu Hotel d'Angleterre står. Carl Christian fik en grundig forstmæssig uddannelse. I 1725 blev han jægermester ved parforcejagten, i 1731 hofjægermester samt jægermester på øerne øst for Storebælt.

## Ægteskab
Carl Christian von Gram blev den 4. marts 1733 på Frijsenborg Slot viet til Birgitte Christine Friis, datter af lensgreve Christian Friis (1691 - 1763) og hustru Øllegaard Gersdorff (1687 - 1734). De fik tre børn, døtrene Sophie Magdalene von Gram (1734 - 1810), der blev gift med baron Jens Krag-Juel-Vind (1724 - 1776) til Juellinge på Lolland og Øllegaard von Gram (1735 - 1759), der blev gift i 1755 med Wolf Veit Christoph von Reitzenstein (1710 - 1781), og sønnen Christian Frederik (1737 - 1768), der blev gift med komtesse Louise Frederikke Reventlow, datter af lensgreve Christian Ditlev Reventlow (1710-1775) og gift 2. gang med Christian zu Stolberg-Stolberg (1748 - 1821), tysk poet.
Hustruen var fjerde generation på grevskabet, og gennem datteren Sophie Magdalene blev Carl Christian stamfader til greverne Frijs til Frijsenborg.

## Liv og virke
Carl Christian von Gram blev i 1747 overjægermester og stod i spidsen for skovbestyrelsen. Fra 1763 indførte han sammen med den berømte tyske forstmand Johann Georg von Langenen ordnet skovdrift med opmåling og taksation, regelmæssig inddeling, hugst og kultur i Nordøstsjællands statsskove, som han tillige søgte at frede og befri for en række trykkende servitutter. "Den nye Indretning" / den Gram-Langenske Skovforordning mødte bl.a. på grund af dens kostbarhed megen modstand og blev kun delvis gennemført, men Grams og von Langens arbejder og erfaringer dannede i mange retninger grundlaget for den skovdrift, der senere blev indført i statens og mange private skove.
Von Gram trak sig i 1778 tilbage fra aktiv tjeneste, og hans arbejde blev videreført af en selvstændig overforstmester.

## Død og begravelse
Carl Christian von Gram døde på Frijsenborg den 24. januar 1780 og blev bisat i det grevelige kapel i Hammel Kirke.

## Ordener og titler
- 1720: Kammerjunker
- 1734: Kammerheree
- 1741: Ridder af Dannebrog
- 1747: Overjægermester
- 1749: Geheimeråd
- 1762: Den danske hoforden: de l'union parfaite, eller Orde de la Fidélité
- 1763: Geheimekonferensråd
- 1768: Ridder af Elefantordenen

## Læs mere
- Annette Hoff: Boller Slot i 650 år. Wormianum, Landbohistorisk Selskab, 2012.
- Bjerre Herred Bogen I & II, Glud Museums Forlag 1963 og 2001.
- Claus Bjørn: "En dame af betydning", Kristeligt Dagblad, 1992-07-08, "Grevinde Juel-Vind".
- Knud Søndergaard: Asta Grundtvig, Liv og virke, slægt og venner. Redaktion af illustrationer: Lars Thorkild Bjørn. Forlaget Vartov 2013.